# Kim Daybell
Kim Daybell, née le 11 août 1992, est un joueur de tennis de table handisport britannique,,.

## Biographie
Daybell est docteur junior (en) à l'hôpital Whittington (en) au nord de Londres,.

## Palmarès
La carrière internationale de Daybell début en 2008 lors de l'Open d'Allemagne de tennis de table. Entre 2008 et 2011, il accumulera les médailles d'or en Allemagne, Italie, Slovaquie et Roumanie, avant de finir quatrième au championnat d'Europe de tennis de table en 2011. En 2012, il participe aux jeux paralympique de Londres. Il participe à ses seconds jeux olympiques en 2016 à Rio au Brésil, où il atteint les quarts de finale en individuel et en équipe. En 2017, il participe au championnat européen et gagne deux médailles d'argent, en individuel et en équipe. Daybell participe pour la première fois aux jeux du Commonwealth de 2018 et remporte la médaille d'argent dans la catégorie individuel homme TT6-10.